# Eastmanfontänen

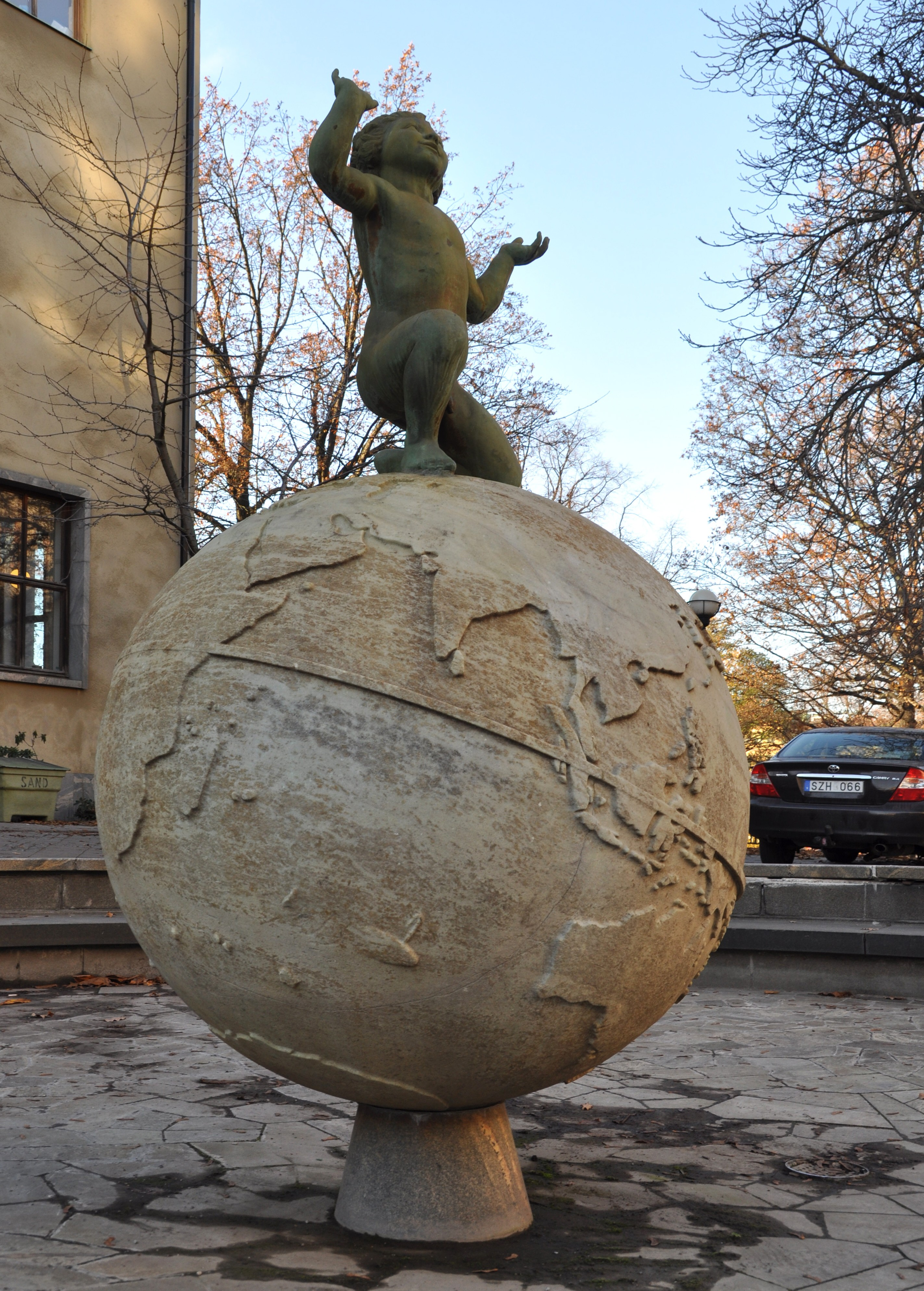
Eastmanfontänen, november 2011.

Eastmanfontänen är en fontänskulptur utanför Eastmaninstitutet vid Dalagatan 11 i Vasastaden, Stockholm. Skulpturen skapades 1936 av konstnären Clarence Blum. Namnet härrör från Eastmaninstitutets grundare George Eastman. 
Fontänen består av en rund bassäng med en jordglob i mitten. På den knäar ett barn med blicken och händerna riktad mot himlen. Clarence Blum satte barnet i centrum och det var även George Eastmans avsikt när han bestämde sig 1917 att donera pengar till tandvård för mindre bemedlade barn.
Jordgloben är utförd i ljus Ekebergsmarmor och barnet samt några mindre vattensprutande djur i bassängen är gjutna i brons. Jordgloben kan symbolisera att Eastman bekostade tandvårdsinstitut i flera länder.

## Eastmanfontänen i film
"Det ligger två döda polismän i fontänen utanför Eastmaninstitutet", löd en replik i Bo Widerbergs film Mannen på taket från 1976. En del av handlingen utspelade sig på taken av huset Dalagatan 34.